# Lake Kerr (Floride)
Lake Kerr est une census-designated place du comté de Marion, dans l'État de Floride, aux États-Unis. En 2020, elle compte une population de 1 843 habitants.